# Ferrari F93A
De Ferrari F93A was de Formule 1-auto van Scuderia Ferrari in 1993. De wagen werd bestuurd door Jean Alesi en Gerhard Berger, die na 3 seizoenen bij McLaren terug kwam bij Ferrari. Het was de opvolger van de Ferrari F92A. Ferrari kende een redelijk goed seizoen met een tweede plaats voor eigen volk in Italië als beste resultaat.
De wagen had een ander kleurschema dan de meeste Ferrari-wagens; de wagen was rood met wit, terwijl deze traditiegetrouw enkel rood is.

## Formule 1-resultaten
| Kleur  | Resultaat                              |
| ------ | -------------------------------------- |
| Goud   | Winnaar                                |
| Zilver | Tweede plaats                          |
| Brons  | Derde plaats                           |
| Groen  | Gefinisht (punten behaald)             |
| Blauw  | Gefinisht (geen punten behaald)        |
| Blauw  | Niet geklasseerd (NC)                  |
| Paars  | Uitgevallen (DNF)                      |
| Rood   | Niet gekwalificeerd (DNQ)              |
| Zwart  | Gediskwalificeerd (DSQ)                |
| Wit    | Niet gestart (DNS)                     |
| Blanco | Gewond (INJ)                           |
| Blanco | Uitgesloten (EX)                       |
| Blanco | Teruggetrokken (WD) / Niet deelgenomen |
| P      | Poleposition                           |
| S      | Snelste ronde                          |

| Jaar | Chassis      | Motor       | Banden | Coureurs       | 1   | 2   | 3   | 4   | 5   | 6   | 7   | 8   | 9   | 10  | 11  | 12  | 13  | 14  | 15  | 16  | Punten | WK-plaats |
| ---- | ------------ | ----------- | ------ | -------------- | --- | --- | --- | --- | --- | --- | --- | --- | --- | --- | --- | --- | --- | --- | --- | --- | ------ | --------- |
| 1993 | Ferrari F93A | Ferrari V12 | G      |                | ZAF | BRA | EUR | SMR | SPA | MON | CAN | FRA | GBR | DUI | HON | BEL | ITA | POR | JPN | AUS | 28     | 4e        |
| 1993 | Ferrari F93A | Ferrari V12 | G      | Jean Alesi     | DNF | 8   | DNF | DNF | DNF | 3   | DNF | DNF | 9   | 7   | DNF | DNF | 2   | 4   | DNF | 4   | 28     | 4e        |
| 1993 | Ferrari F93A | Ferrari V12 | G      | Gerhard Berger | 6   | DNF | DNF | DNF | 6   | 14  | 4   | 14  | DNF | 6   | 3   | 10  | DNF | DNF | DNF | 5   | 28     | 4e        |
| Jaar | Chassis      | Motor       | Banden | Coureurs       | 1   | 2   | 3   | 4   | 5   | 6   | 7   | 8   | 9   | 10  | 11  | 12  | 13  | 14  | 15  | 16  | Punten | WK-plaats |

### Eindstand coureurskampioenschap

#### 1993
- Jean Alesi: 6e (16 pnt)
- Gerhard Berger: 8e (12 pnt)